# Rhamphomyia granadensis
Rhamphomyia granadensis är en tvåvingeart som beskrevs av Chvala 1981. Rhamphomyia granadensis ingår i släktet Rhamphomyia och familjen dansflugor.
Artens utbredningsområde är Spanien. Inga underarter finns listade i Catalogue of Life.